# جیامپیرو پینزی
جیامپیرو پینزی (به ایتالیایی: Giampiero Pinzi) بازیکن فوتبال و اهل ایتالیا است 

## تیم ملی
از سال ۲۰۰۵ میلادی عضو تیم ملی فوتبال ایتالیا بوده و در ۱ بازی ملی حضور داشته‌است. او در بازی‌های ملی‌اش گلی به ثمر نرساند.